# Historia postal de Francia

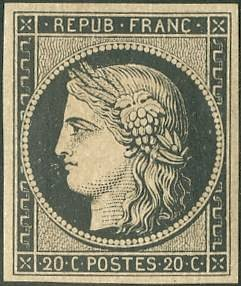
Veinte centavos negro con la diosa Ceres. Es la primera estampilla de Francia.

Las primeras estampillas de Francia fueron emitidas el 1 de enero de 1849. Francia había instaurado su Segunda República un año antes y no poseía ningún Monarca para ser representar en sus sellos. Entonces escogieron a la diosa griega de la agricultura y fertilidad, Ceres. El diseño fue realizado por el grabador general de la Monnaie de Paris, Jacques-Jean Barre. 

## Antecedentes
El servicio postal fue introducido por los romanos a través de una primera red gala, que fue destruida por las invasiones bárbaras.
Alrededor de 1477, el rey Luis XI creó a los caballeros del establo del rey para transmitir sus mensajes. Para poner fin a los desórdenes causados por la Guerra de los Cien Años, creó una forma de gestionar comunicaciones rápidas a largas distancias. Esto se refleja particularmente en el establecimiento de casas de postas para garantizar la rotación de los caballos. El centro de esta red se situó en Plessis-lèz-Tours, sirviendo a Orleans, París, Boulogne-sur-Mer (y de allí a Inglaterra), Burdeos, Arrás (de allí al Flandes francés), y Lyon. Los primeros correos internacionales fueron equipados por el conde de Thurn y Taxis en 1490.
La Revolución Francesa dividió a Francia en departamentos, lo que conllevó a una reforma del sistema administrativo y postal. Una de las consecuencias visibles fue la aparición de las marcas postales lineales (matasellos lineales) con el número del departamento. Los correos se sellaban con el número del departamento de salida de correo y el destinatario pagaba el impuesto.
A partir de abril de 1830, se creó la oficina de correos rural en Francia: se reclutaron 5000 empleados postales para distribuir la correspondencia en todas las comunas del país.

## Segundo imperio

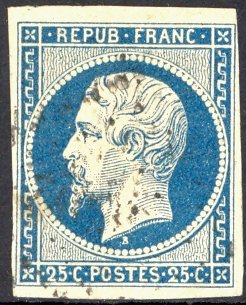
Sello con la imagen de Napoléon III

Carlos Luis Napoleón Bonaparte, emperador de los franceses entre 1852 y 1870 con el nombre de Napoleón III, apareció en la serie básica de Francia y sus colonias desde septiembre de 1852 hasta la caída del Segundo Imperio.
El período de la guerra de 1870 es abundante en eventos postales y filatélicos:
- Campaña contra Prusia.
- Sitio de Metz (1870).
- Sitio de París (1870-1871), incluido el uso de globos de gas, columbogramas o bolas de molino en el Sena.
- Nuevas emisiones (sitio de París, emisiones del Gobierno Provisional de Burdeos).
- Comuna de París (1871).
- Correo de prisioneros.
- Ocupación alemana en Alsacia-Lorena.

## Tercera República
A principios de la década de 1860 los empleados postales emitieron sellos pre cancelados para facilitar el despacho y cancelación de grandes envíos por el mismo remitente, que a menudo era una empresa comercial. Después de una experiencia de sellos sobrecargados únicamente en 1893, los sellos pre cancelados de Francia se emiten regularmente desde 1920.